# NGC 1380A
NGC 1380A (другие обозначения — ESO 358-33, MCG -6-9-6, FCC 177, PGC 13335) — линзообразная галактика (S0) в созвездии Печь.
Этот объект не входит в число перечисленных в оригинальной редакции «Нового общего каталога» и был добавлен позднее.
Галактика входит в Скопление Печи.
Галактика NGC 1380A входит в состав группы галактик NGC 1399. Помимо NGC 1380A в группу также входят ещё 41 галактика.